# Capitaine de corvette (Belgique)
Pour les articles homonymes, voir Capitaine de corvette.
Capitaine de corvette est un grade utilisé dans la marine militaire belge. 
Dans la composante maritime des Forces armées belges, le grade de capitaine de corvette (Korvetkapitein en néerlandais) est le premier des grades d'officier supérieur. Il est supérieur au grade de lieutenant de vaisseau de première classe et de lieutenant de vaisseau. Il est inférieur au grade de capitaine de frégate.
Son insigne, sur la manche et sur l'épaule, est composé de trois galons.
Il correspond, dans les composantes terrestre, aérienne et médicale, au grade de Major.
|        |  |       |     |          |
| Marine |  | Terre | Air | Médicale |

On s'adresse au capitaine de corvette en disant Commandant. On s'adresse au Major en disant Mon Major.